# Jole Silvani
Jole Silvani was de artiestennaam van Niobe Quajatti of Quaiatti (Triëst, 9 december 1910 – aldaar, 31 oktober 1994). Zij was een Italiaanse actrice.

## Levensloop
Silvani groeide op in de Vrije rijksstad Triëst, een havenstad onder Oostenrijks bestuur tot het einde van de Eerste Wereldoorlog. Zij begon haar carrière in het komisch theatergezelschap la Triestinissima. Dit gezelschap gaf voorstellingen in het dialect van de stad, vandaar de naam van het gezelschap. Het stond onder leiding van de komiek Angelo Cecchelin.
Na de Tweede Wereldoorlog werd Jole Silvani filmactrice in Italië. Tijdens de periode 1951-1986 speelde zij in achttien films. Het waren eerder kleinere rollen. De bekendste films van haar zijn: La famiglia Passaguai (1951); De blanke sjeik (1952); Il tempo dell’inizio (1974) en La città delle donne (1980).